# Дезіре Шарне
Клод-Жозеф Дезіре Шарне (2 травня 1828, Флер'є-сюр-л'Арбрель — 24 жовтня 1915, Париж) — французький археолог, мандрівник та фотограф, одним з перших почав застосовувати фотографію для документування своїх відкриттів. Відомий своїми археологічними дослідженнями та відкриттями у Месоамериці.

## Життєпис

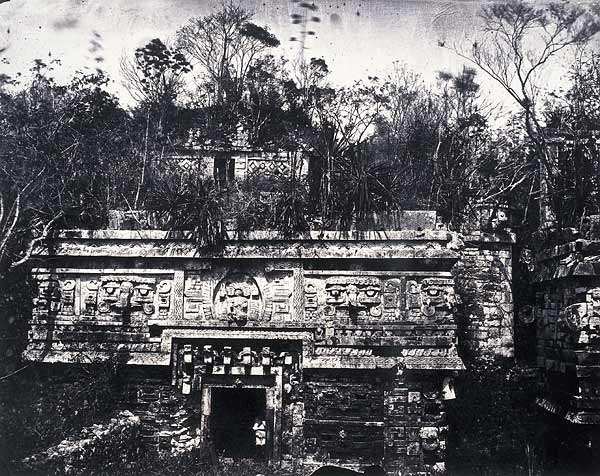
Головний фасад палацу черниць у Чичен-Іца (1859—1860)

Дезіре Шарне народився у Флер'є-сюр-л'Арбрель, навчався в Ліцеї Карла. Подорожував Англією та Німеччиною.
У 1850 році переїхав до США, де став викладачем у школі в Новому Орлеані, Луїзіана. Під впливом від подорожей Джона Ллойда Стефенса та Фредеріка Катервуда, Шарне вирішив зайнятися археологією та поїхати у Мексику.
На прохання французького уряду він проводив дослідження у Мексиці в 1857—1861 роках. Перший сфотографував стародавні міста Мітла, Ісамаль, Ушмаль і Чичен-Іца. Світлини з цієї подорожі були опубліковані 1862 року в книзі Віолле-ле-Дюка «Cités et ruines américaines, Mitla, Palenqué, Izamal, Chichen-Itza, Uxmal».
Досліджував Мадагаскар у 1863 році. Проводив дослідження в Південній Америці, зокрема, у Чилі та Аргентині. У 1875 році на Яві, та Австралії у 1878 році.
У 1880—1883 роках він вдруге відвідав Мексику. П'єр Лоріллард IV, тютюновий магнат з Нью-Йорка, фінансував витрати, пов'язані з цією експедиції, і Шарне назвав велике древнє місто поблизу гватемальської кордону «Вілья-Лоріллард» на його честь. Назва не прижилася, і місце стало відоме як Яшчилан. Шарне відвідав Юкатан у 1886 році.
Шарне був першим, хто провів серйозні розкопки міста Теотіуакан. Під час розкопок зумів переконати міністра мистецтв в уряді Наполеона III Віолле-ле-Дюка закарбувати руїни за допомогою предтечі фотоапарата — камери-обскури. Шарне не тільки фотографував, ним оволоділа ідея довести, що Теотіуакан був містом тольтеків.

## Відкриття Комалькалько
Дезіре Шарне відкрив руїни міста Комалькалько 12 вересня 1880. Він провів перші дослідження Комалькалько з 12 вересня до 22 вересня 1880 року. Опублікував кілька статей про Комалькалько у en: North American Review між 1880 та 1882 роками.

## Доробок
Шарне є автором теорії міграції тольтеків: він вважав, що стародавні жителі Мексики мали азійське походження, на доказ чого приводив спостережуване їм схожість їх архітектури з японською, прикрас з китайськими, одягу з камбоджійської і так далі. Сучасною наукою ця теорія відкинута. У 1896 році Шарне перевів на французьку мову листи Ернана Кортеса під назвою «Lettres de Fernand Cortès à Charles Quint sur la découverte et la conquête du Mexique». Найважливішими його творами є також написана у 1863 році книга «Le Mexique, souvenirs et impressions de voyage», що являє собою його звіт про експедицію у Мексику в 1857—1861 роках та книга 1883 року — «Les Anciennes villes du Nouveau Monde», через два роки перекладена англійською.